# وانیولا
وانیولا (به مجاری:  Vanyola) یک سکونتگاه مسکونی در مجارستان است که در وسپرم واقع شده‌است.

## خصوصیات
وانیولا ۱۹٫۵۱ کیلومترمربع مساحت و ۶۳۰ نفر جمعیت دارد.